# Umbrella House
Das Umbrella House (japanisch 傘の家 kasa no ie) ist ein von dem japanischen Architekten Kazuo Shinohara (1925–2006) entworfenes Einfamilienhaus. Es wurde 1961 in Nerima, im Großraum von Tokio, erbaut und 2020–22 nach Weil am Rhein auf den Vitra Campus transloziert, um es vor einem Abriss zu schützen.

## Lage und Geschichte
Das Umbrella House wird als Meilenstein der Nachkriegsarchitektur in Japan bezeichnet. Mit ihm wollte Shinohara ein neuartiges, aber doch auch traditionell japanisches, kleines Einfamilienhaus entwerfen. Es ist das kleinste von ihm entworfene Haus und gilt als Ausgangspunkt seiner Karriere. Das Haus erinnert an die japanischen Minka-Bürgerhäuser und soll ein Gegenentwurf zum westlichen Funktionalismus darstellen. Shinohara selbst sagte über seine Arbeit am Umbrella House:

“The strength of my conviction that ›A House is a Work of Art‹ was born of the struggle with this small house. I wished to express the force of space contained in the doma (earthen-floor room) of an old Japanese farmhouse, this time by means of the geometric structural design of a karakasa (oiled-paper Japanese umbrella).”

„Meine Überzeugung, dass ein Haus ein Kunstwerk ist, entstand aus der Auseinandersetzung mit diesem kleinen Haus. Ich wollte die räumliche Kraft des Doma (Raum im Erdgeschoß) eines alten japanischen Bauernhauses ausdrücken, diesmal durch die geometrische Konstruktion eines Karakasa (japanischer Regenschirm aus geöltem Papier).“

Als das Umbrella House an seinem alten Standort (35° 45′ 2″ N, 139° 39′ 24″ O) einer neuen Straße weichen sollte, wurde die Architektin Kazuyo Sejima darauf aufmerksam und erreichte in Zusammenarbeit mit dem Förderer moderner Architektur Rolf Fehlbaum, dass man das japanische Haus 2020 in seine Teile zerlegte, die Einzelteile nach Deutschland transportierte und in den Jahren 2021 und 2022 in Weil am Rhein als Teil des Vitra Campus aufbaute. Am Aufbau waren deutsche Zimmerleute beteiligt, die am 15. Oktober 2021 das Richtfest feiern konnten, nachdem sie das Dach und den Rahmen des Hauses errichtet hatten. Heute ist das Haus Teil des Vitra Campus.

## Beschreibung
Das Umbrella House hat eine quadratische Grundfläche von 7 mal 7 Metern und besteht aus einem Wohnbereich, einer Wohnküche, einem Bad und einem Schlafzimmer, das mit fünfzehn halbgroßen Tatami-Matten ausgelegt ist. Der zentrale Wohnbereich, der an einen Hiroma, einen Hauptraum, der japanischen Minka-Häuser erinnert, ist der größte Raum. Er hat einen Holzfußboden und kann durch japanische Schiebetüren (Fusuma) vom Schlafzimmer abgetrennt werden.
Charakteristisch für das Umbrella House ist sein Pyramidendach. Eine Dachform, die sonst bei buddhistischen Tempeln zu finden ist. Getragen wird das Dach von einem Rahmen aus verschiedenen Hölzern, verwendet wurde japanische Zeder, japanische Kiefer und Douglastannenholz aus Oregon. Die Dachform führte zu dem Namen Umbrella House, weil die Dachbalken schirmförmig auf einen Punkt zulaufen und so auf einen japanischen Ölpapierschirm (Karakasa) anspielen, trotz des eckigen Dachs. Die so entstandene, besondere Decke ist 4 Meter hoch und  lässt den Raum im Haus größer erscheinen. Sie erlaubt zusätzlich Platz für einen loftartigen Stauraum über dem Schlafraum, zu dem man über eine Leiter gelangt.
Zum Bau verwendete Shinohara bewusst kostengünstige Materialien wie Zementfaserplatten, Reisstrohmatten und Holz. Das Haus ist mit Möbeln eingerichtet, die Shinohara zusammen mit Katsuhiko Shiraishi entworfen hat. Die Räume wirken modern und gleichzeitig japanisch. Durch die großen, rechteckigen Fenster, die bis zum Boden reichen, sind die Räume lichtdurchflutet. Von außen wirkt das Umbrella House schlicht. Die weißen Außenwände lassen die rechteckigen, hölzernen Fensterrahmen und die Eckpfosten des Gebäudes hervorstechen.

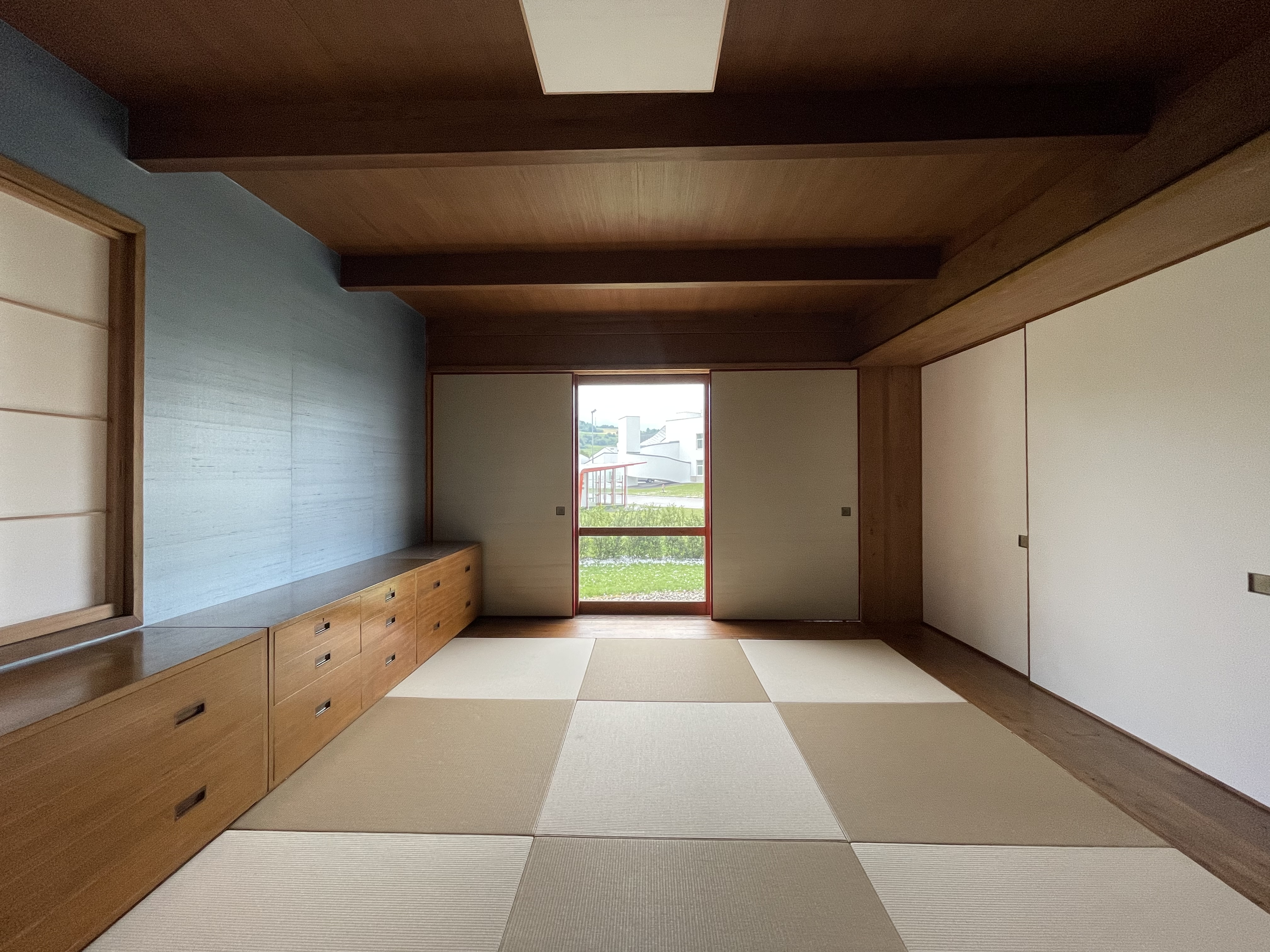
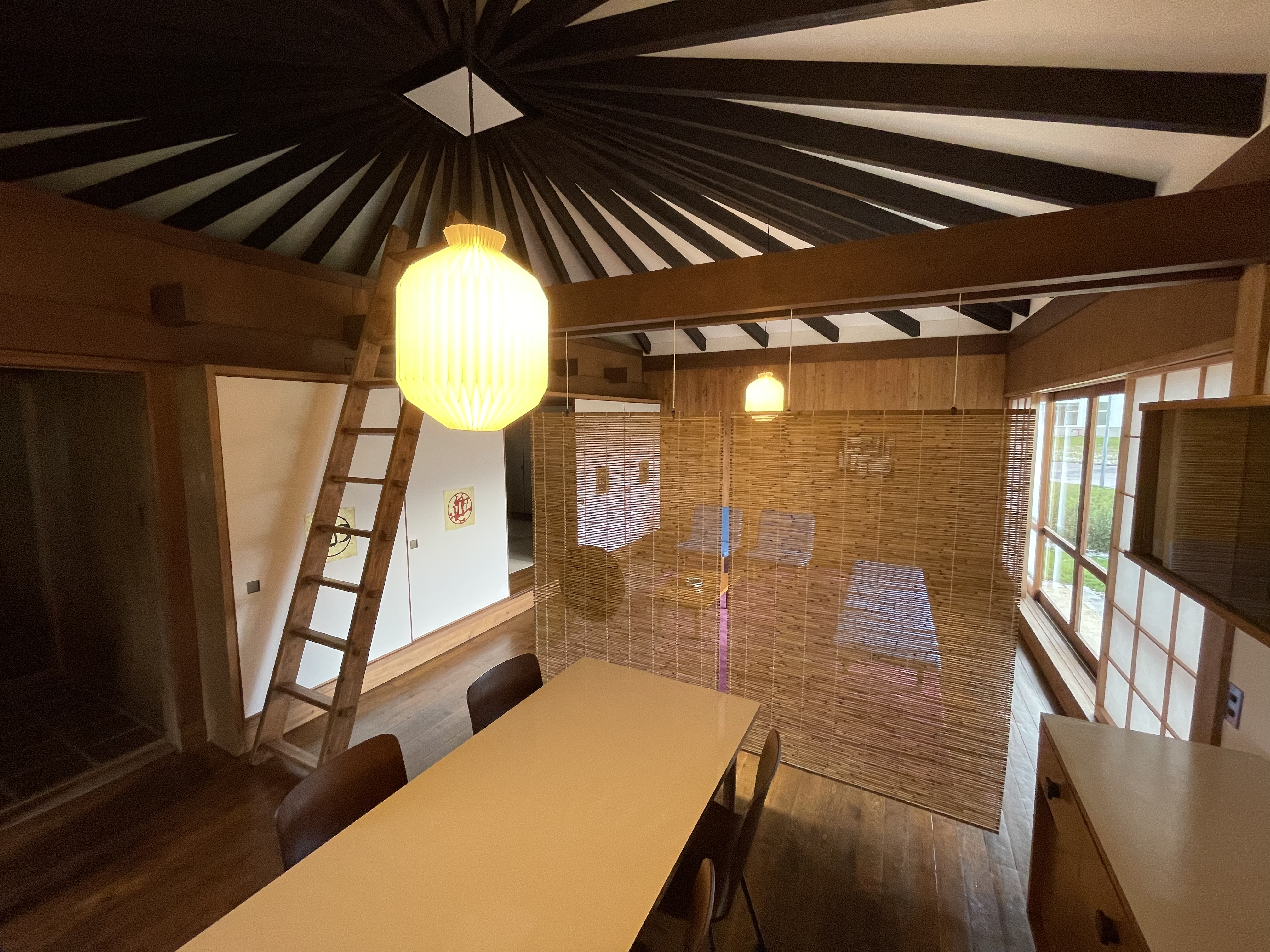
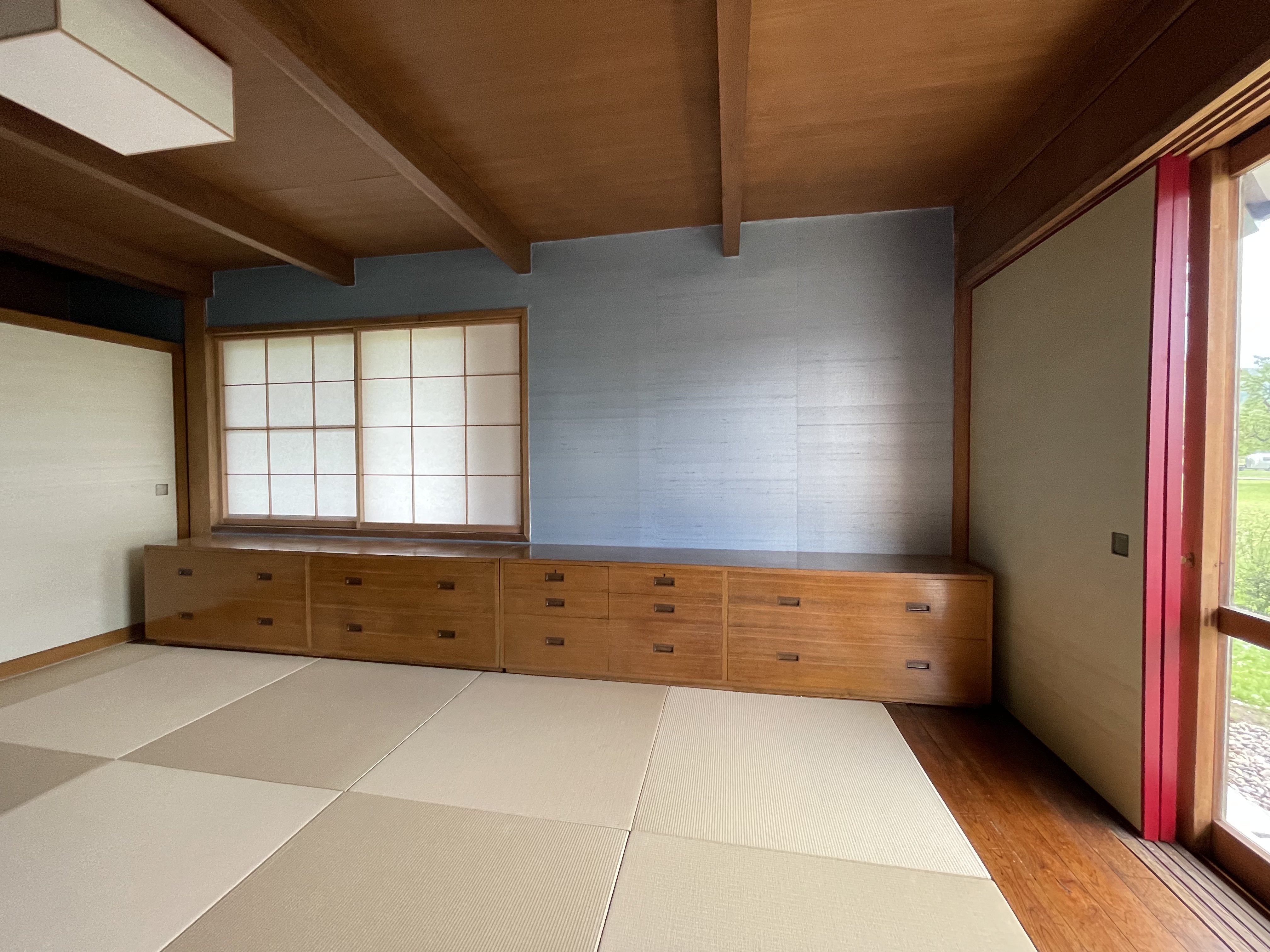
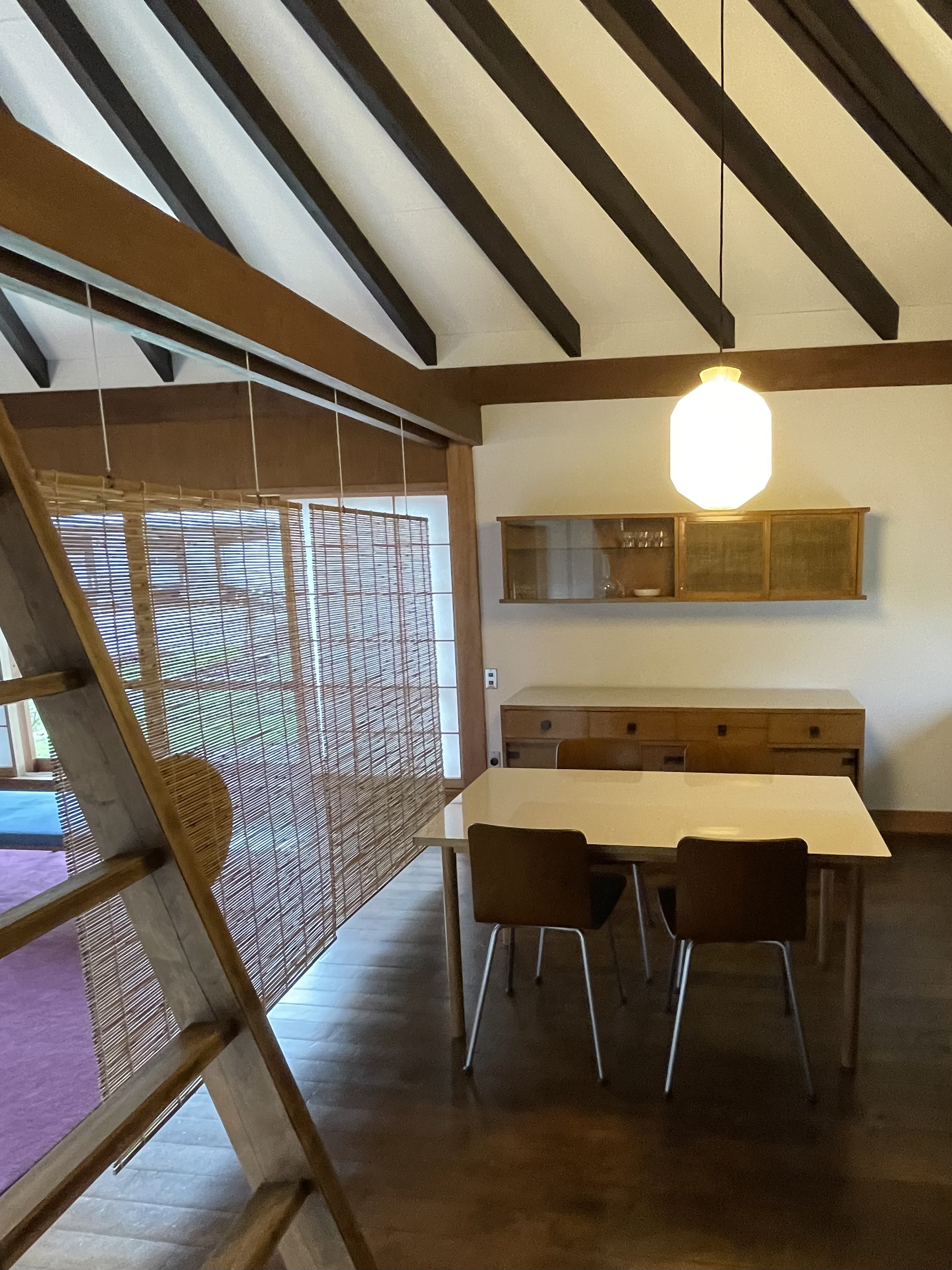
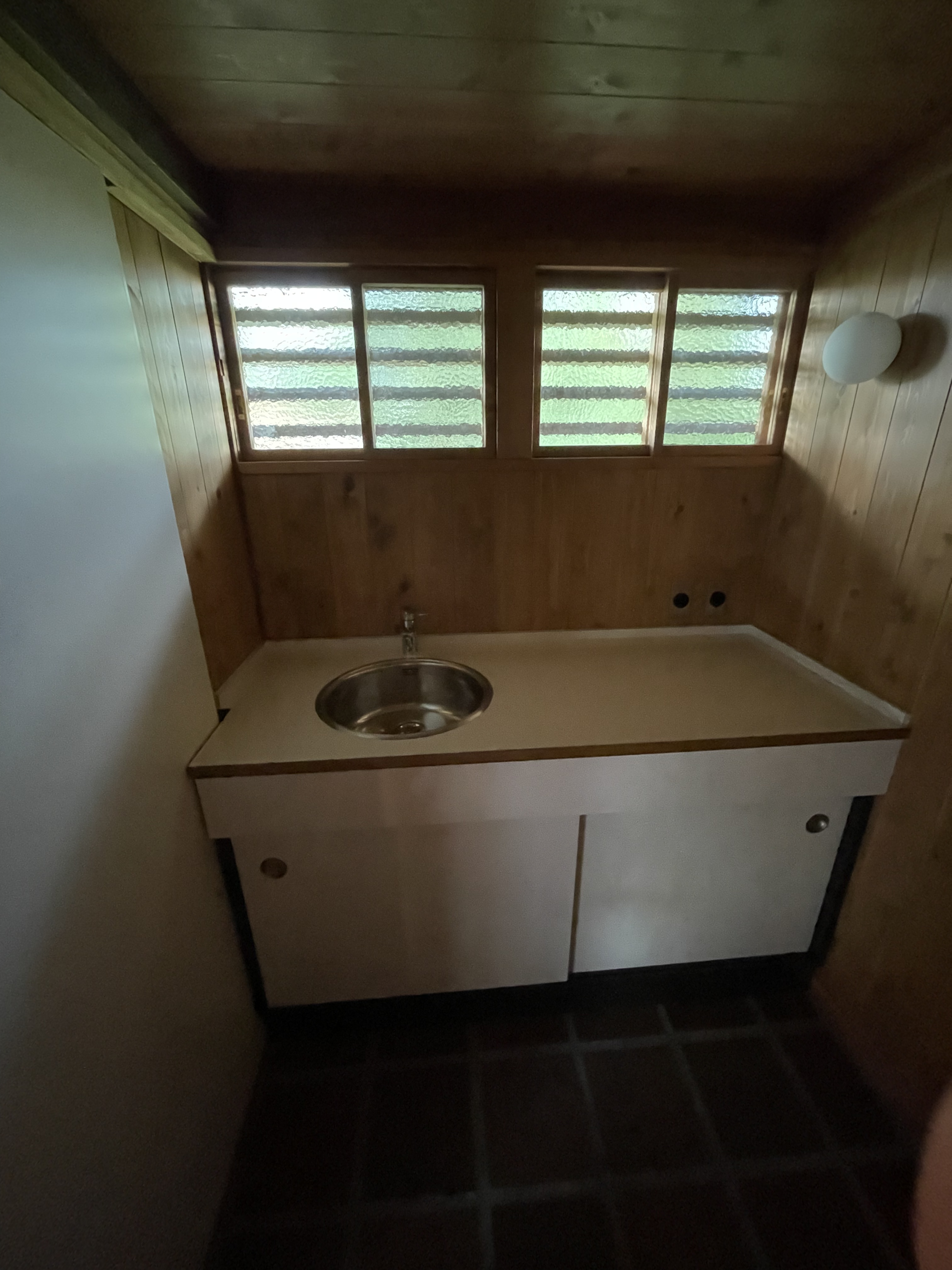
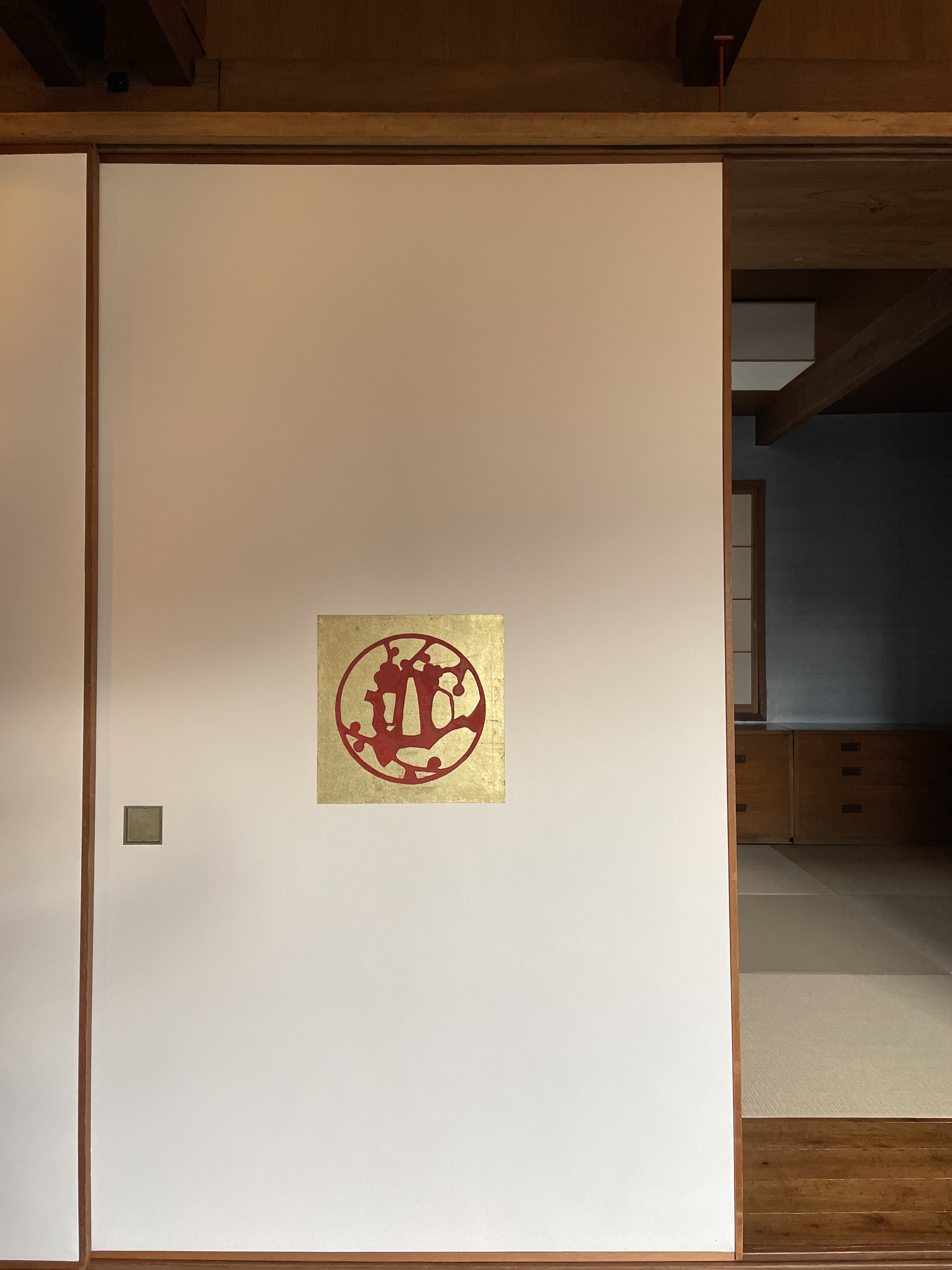
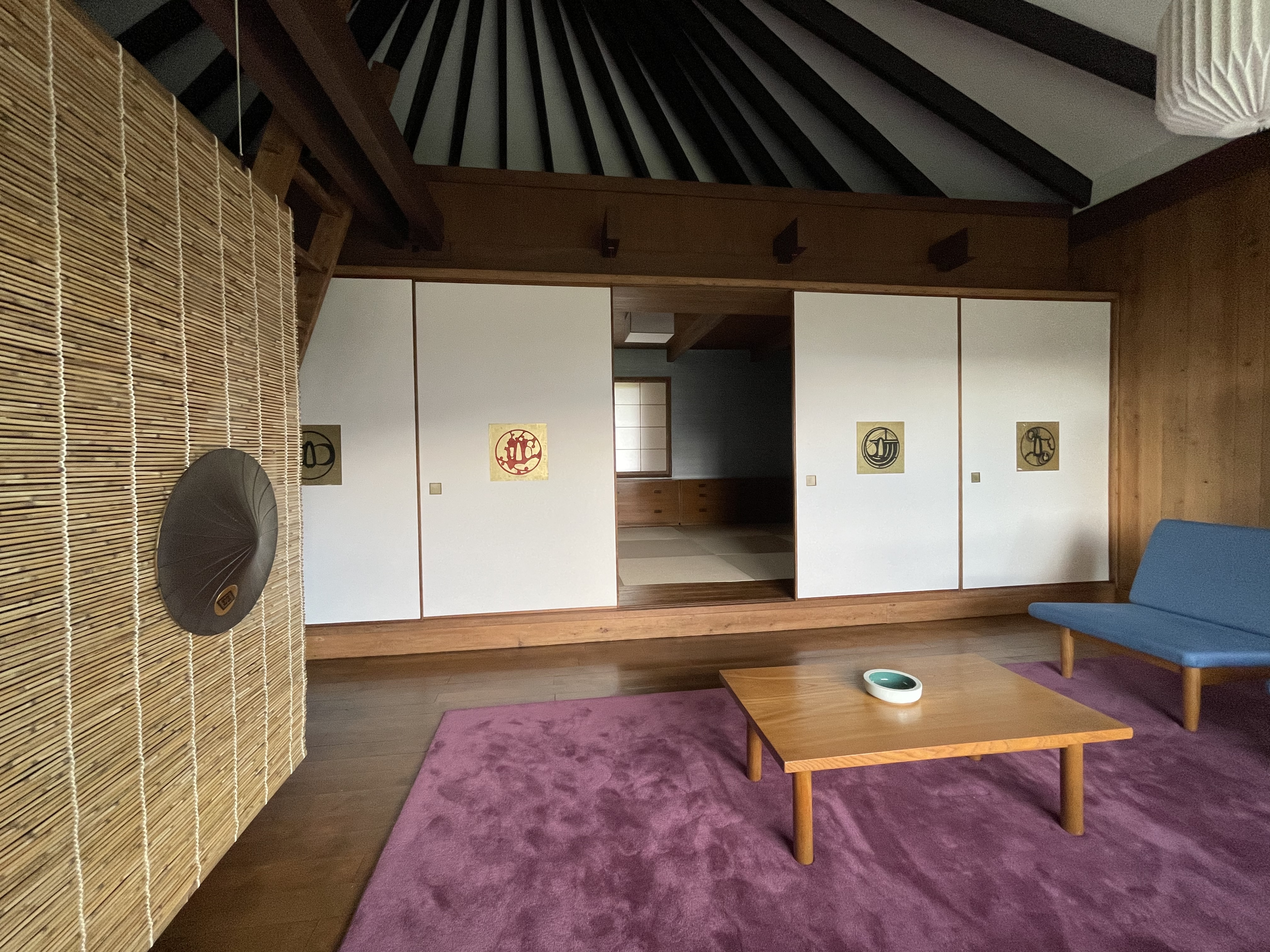